# Kareem Abdul-Jabbar
Kareem Abdul-Jabbar (nacido como Ferdinand Lewis Alcindor Jr.; Harlem, Nueva York, 16 de abril de 1947) es un exjugador de baloncesto estadounidense que militó en Milwaukee Bucks y Los Angeles Lakers de la NBA durante 20 temporadas, desde 1969-70 a 1988-89. En sus dos primeras temporadas era conocido como Lew Alcindor, antes de que cambiara su nombre a finales de 1971, varios años después de convertirse al Islam, al que llegó después de leer la obra The Autobiography of Malcolm X (La autobiografía de Malcolm X).
Abdul-Jabbar dejó el baloncesto a la edad de 42 años como el máximo anotador, taponador, reboteador defensivo y el que más partidos y minutos disputó de la historia de la NBA, además de poseer el récord de más MVP de la Temporada (6) y ser el jugador que más All-Star Game había disputado (19). También fue elegido diez veces en el mejor quinteto de la NBA y cinco en el segundo quinteto. Su lista de logros personales y colectivos es tal vez la más impresionante en la historia de la liga: Rookie del Año, campeón de la NBA en seis ocasiones, con los Bucks (una vez) y los Lakers (en las otras cinco), dos veces MVP de las Finales de la NBA y dos veces máximo anotador de la liga, entre otros muchos.
A pesar de su increíble éxito en la pista, no fue hasta el ocaso de su carrera cuando Abdul-Jabbar se ganó por fin el afecto de los aficionados al baloncesto. Fue un hombre reservado que evitaba a la prensa y que a veces parecía distante. «Soy el peor entre los chicos malos», dijo una vez a la revista The Sporting News. Durante la temporada 1988-89, su última en activo, Abdul-Jabbar fue homenajeado en todas las canchas de la liga.

## Trayectoria deportiva

### Instituto
Abdul-Jabbar nació como Ferdinand Lewis Alcindor Jr. en Nueva York, dos años después de terminar la Segunda Guerra Mundial. Era el único hijo de una protectora madre, Cora, y un estricto padre, Ferdinand. Al nacer pesó casi 6 kilos y medía 57 centímetros. La estatura de sus padres ya hacía prever el crecimiento del joven Lew (medían 1,78 y 1,91 metros respectivamente). Con 9 años ya medía 1,75 y a los 14 creció hasta los 2,03 metros, por lo que ya podía machacar la canasta. Creció con una educación católica y consiguió sus primeros éxitos con su instituto. Era de largo el chico más alto de su clase en Harlem, por lo que era visto como un tipo raro entre sus compañeros de colegio. Tras dominar el baloncesto escolar de Nueva York en el ahora desaparecido Power Memorial, con el que consiguió 3 campeonatos consecutivos, 71 victorias seguidas y una marca global de 96-6, anotando 2067 puntos y capturando 2002 rebotes (ambos récords del estado de Nueva York), se enroló en UCLA donde jugó para los Bruins de John Wooden.

### Universidad

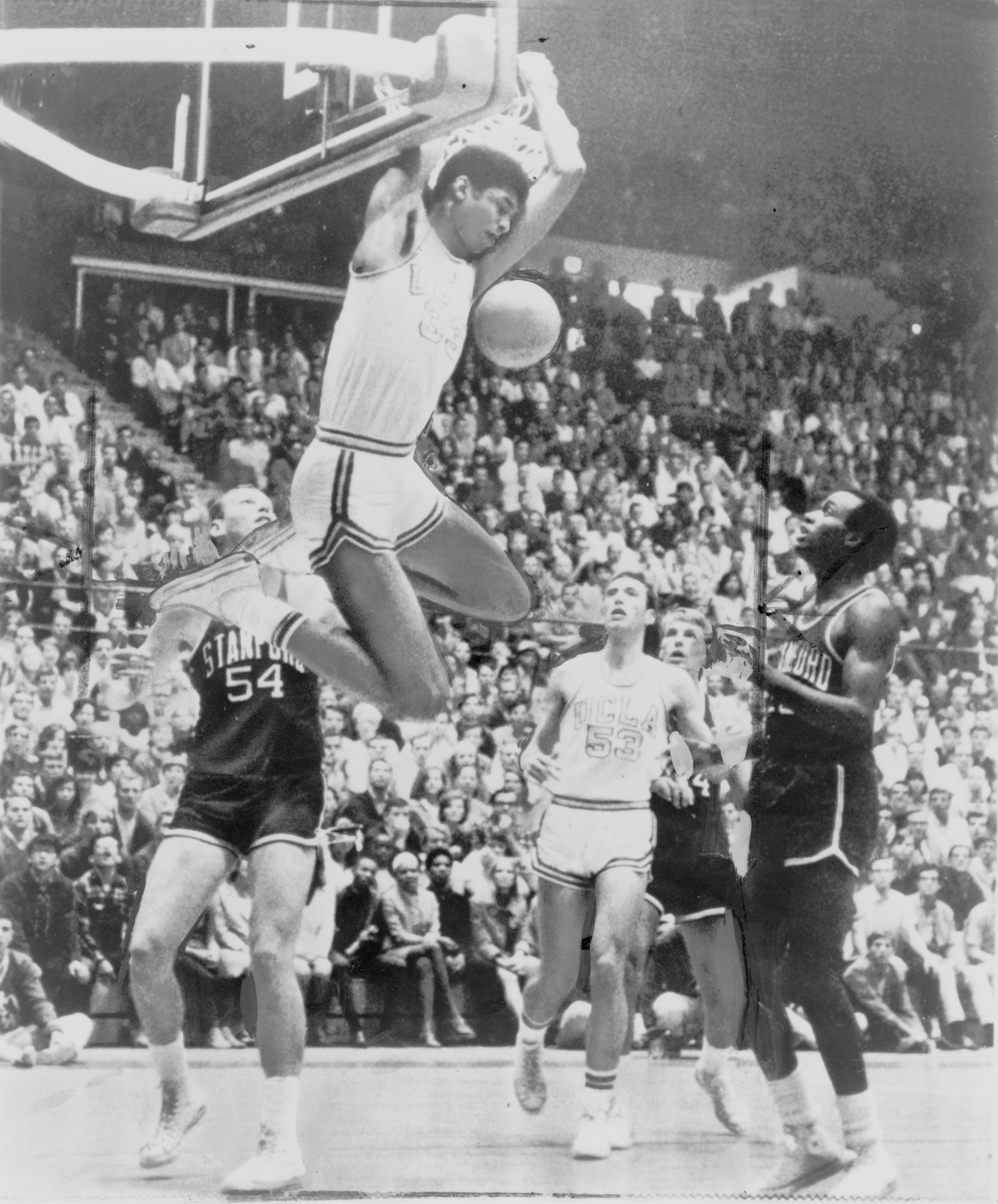
Alcindor en un partido con UCLA.

Alcindor simplemente dominó todos los rankings escolares. Tras pasar en blanco su primera temporada debido a que las reglas de la NCAA impedían a un jugador de primer año participar en el equipo universitario, fue seleccionado como Jugador del Año en 1967 y 1969 por las revistas The Sporting News, United Press International, Associated Press y la Asociación de Escritores de Baloncesto de los Estados Unidos. También fue nombrado All-American y MVP del Torneo de la NCAA en los años 1967, 1968 y 1969. Fue el primer ganador del prestigioso Naismith College Player of the Year en 1969, que a partir de ese año distinguió al mejor jugador universitario del año. Con Alcindor tomando el mando de la zona, Wooden y UCLA consiguieron estos tres títulos nacionales. Tal fue su influencia en el baloncesto universitario que incluso los mates fueron prohibidos en el baloncesto universitario a partir de 1967. Durante su paso por UCLA se graduó en Historia y de esta etapa universitaria proviene uno de sus rasgos más característicos: durante un partido con UCLA sufrió una lesión en la córnea izquierda que le llevó a usar sus características gafas a lo largo de toda su carrera.
En sus tres temporadas promedió 26,4 puntos y 15,5 rebotes con un porcentaje de tiro del 64%.

#### ElPartido del Siglo
El 20 de enero de 1968, Alcindor y sus Bruins se enfrentaron a la Universidad de Houston, en partido de la fase regular del campeonato de la NCAA. El Houston Astrodome albergó la cifra récord de 52.693 espectadores, y fue el primer partido de fase regular universitario televisado para toda la nación en horario de máxima audiencia. Elvin Hayes, de los Cougars, anotó 39 puntos y capturó 15 rebotes, mientras que Alcindor se quedó en tan solo 15 puntos. Houston ganó 71-69, rompiendo una racha de 47 partidos invictos del equipo californiano. Fue denominado en la época El Partido del Siglo. Hayes y Alcindor volverían a verse las caras en la Final Four de 1968, donde esta vez fueron los Bruins los que ganaron 101-69.

#### Récords universitarios
A día de hoy, Abdul-Jabbar todavía mantiene un gran número de récords en UCLA:
- Mayor promedio de anotación en una carrera: 26,4
- Más tiros de campo en una carrera: 943
- Más puntos en una temporada: 870 (1967)
- Mejor promedio de puntos en una temporada: 29,0 (1967)
- Más tiros de campo en una temporada: 346 (1967)
- Más tiros libres intentados en una temporada: 274 (1967)
- Más puntos en un partido: 61 (vs. Washington State, 25/2/67)
- Más tiros de campo en un partido: 26 (vs. Washington State, 25/2/67)

### Profesional

#### Milwaukee Bucks

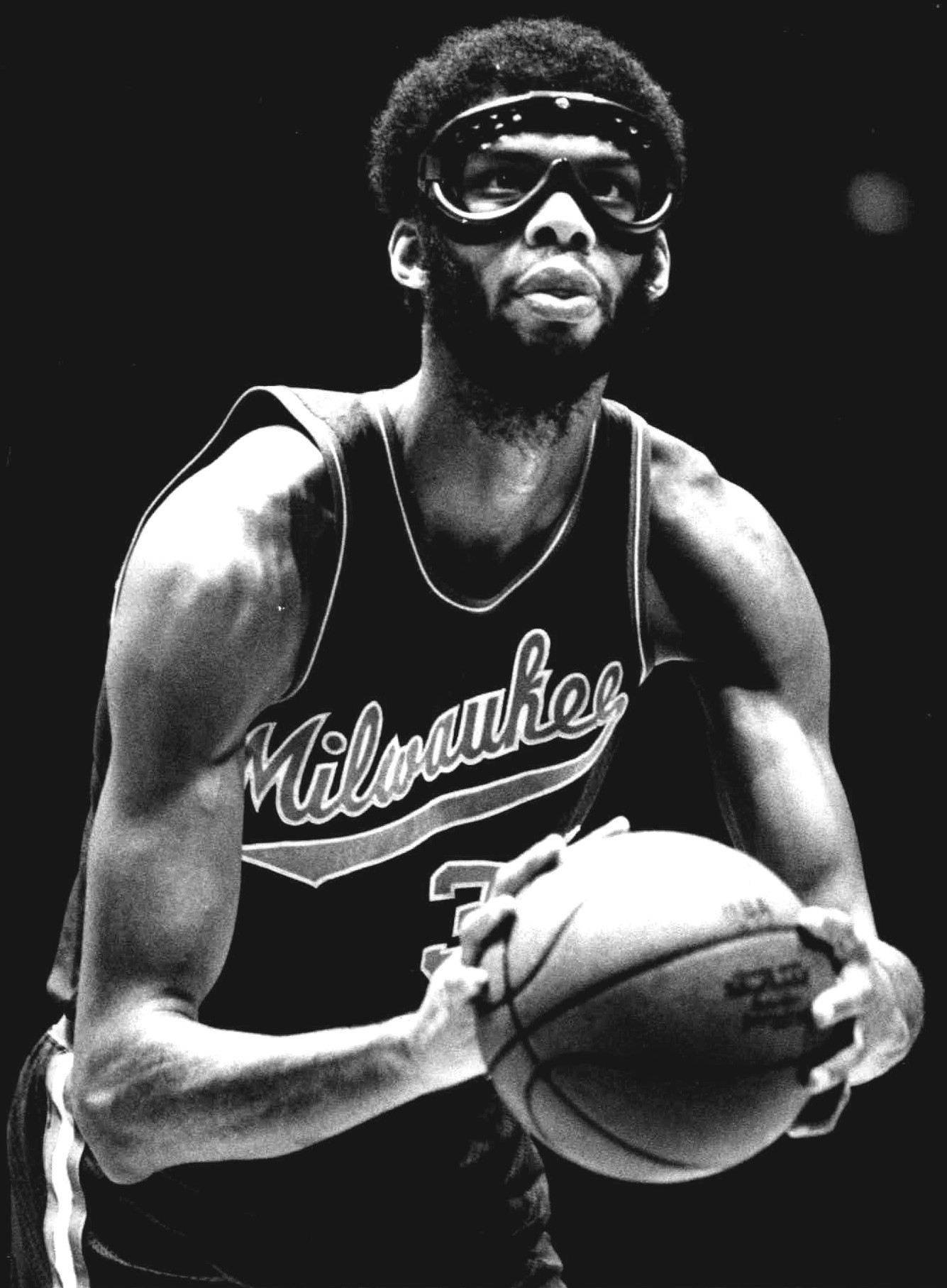
Abdul-Jabbar, con los Bucks en 1974.

Milwaukee Bucks estaba solo en su segunda temporada en la liga cuando escogieron a Alcindor como primera elección del Draft de la NBA en 1969 (la primera temporada de los Bucks había sido para olvidar, con un récord de 27-55 y logrando la primera selección del draft en un sorteo a cara o cruz con Phoenix Suns). Era el momento de que un nuevo pívot dominase la liga. Bill Russell acababa de abandonar Boston Celtics, y Wilt Chamberlain, aunque aún efectivo, tenía casi 35 años. Los Harlem Globetrotters le ofrecieron al joven Alcindor un contrato de un millón de dólares para que se uniese a ellos, pero declinó la oferta y se enroló con los Bucks. También fue elegido en el Draft de la ABA de 1969 por los New York Nets. Los Nets creían tener ventaja para hacerse con los servicios de Alcindor por ser de Nueva York; sin embargo, cuando Alcindor comunicó tanto a los Bucks como a los Nets que solo aceptaría una oferta de cada equipo, rechazó la de los Nets por considerarla demasiado baja. Con Alcindor a bordo, en la temporada 1969-70, los Bucks se encaramaron a la segunda plaza de la División Este con una marca de 56-26. Alcindor tuvo un impacto estelar inmediato en la liga, terminando segundo entre los anotadores con 28,8 puntos por partido y tercero en rebotes con 14,5. Ese año ganó con comodidad el premio de Rookie del Año.
Durante la postemporada los Bucks consiguieron su billete hacia el título; el base-escolta de 31 años Oscar Robertson llegó procedente de Cincinnati Royals. Con el apoyo de Bobby Dandridge, Jon McGlocklin, Greg Smith, y el joven Lucius Allen, Milwaukee logró una marca de 66 victorias en 1970-71, récord de la franquicia, incluyendo un récord de 20 victorias consecutivas. Alcindor ganó su primer premio de MVP de la Temporada y su primer título de máximo anotador con 31,7 puntos por partido mientras terminaba cuarto en rebotes con 16. Milwaukee consiguió un 12-2 en playoff y barrió a los Baltimore Bullets en las segundas finales de la NBA en la historia que terminaban con un 4-0. Alcindor fue nombrado también MVP de las Finales.
Antes de la temporada 1971-1972, Alcindor se convirtió del catolicismo al islam y adoptó el nombre de Kareem Abdul-Jabbar, que significa "noble y sirviente del poderoso”. Fue convertido por Khalifah Hamaas Abdul Khaalis, antiguo líder de la Nación del Islam. Detalla el proceso de su conversión en su autobiografía "Giant Steps" (Pasos de Gigante). Ciertamente era un noble y poderoso jugador que disfrutaba de años estelares con Milwaukee. En 1971-72 repitió como máximo anotador (34,8 puntos) y MVP de la NBA, y los Bucks repitieron como líderes de división por segunda vez en lo que serían cuatro años consecutivos. En 1973-74 Abdul-Jabbar ganó su tercer premio MVP en su quinto año en la liga y se colocó entre los 5 mejores en cuatro categorías: anotación (27,0 puntos, tercero), rebote (14,5 rebotes, cuarto), tapones (283, segundo) y porcentaje de tiro de campo (.539, segundo).
Milwaukee volvió a las Finales de la NBA en 1974 pero cayó contra Boston Celtics (hay que recordar que en 1974 Milwaukee pertenecía a la Conferencia Oeste), que estaban liderados por el pívot Dave Cowens y un grupo de jugadores en la línea exterior que demostraron ser demasiado rápidos para el veterano Robertson, ya con 35 años. "Big O" (apodo de Oscar Robertson) se retiró tras los playoffs, concluyendo la racha de victorias de división de los Bucks. El equipo cayó al último lugar en 1974-75 con una marca de 38-44.
A pesar de su fenomenal éxito en Milwaukee, Abdul-Jabbar era infeliz en parte debido a la carencia de gente que compartiese sus creencias culturales y religiosas y por esto pidió su traspaso. Requirió que se le traspasara a New York Knicks o Los Angeles Lakers, y el director de Operaciones de los Bucks, Wayne Embry, cumplió enviando a Abdul-Jabbar y Walt Wesley a los Lakers en 1975 por Junior Bridgeman, Dave Meyers, Elmore Smith, y Brian Winters. La segunda dinastía Abdul-Jabbar estaba empezando a tomar forma.

#### Los Angeles Lakers

##### 1975-1979: Olvidando a Chamberlain

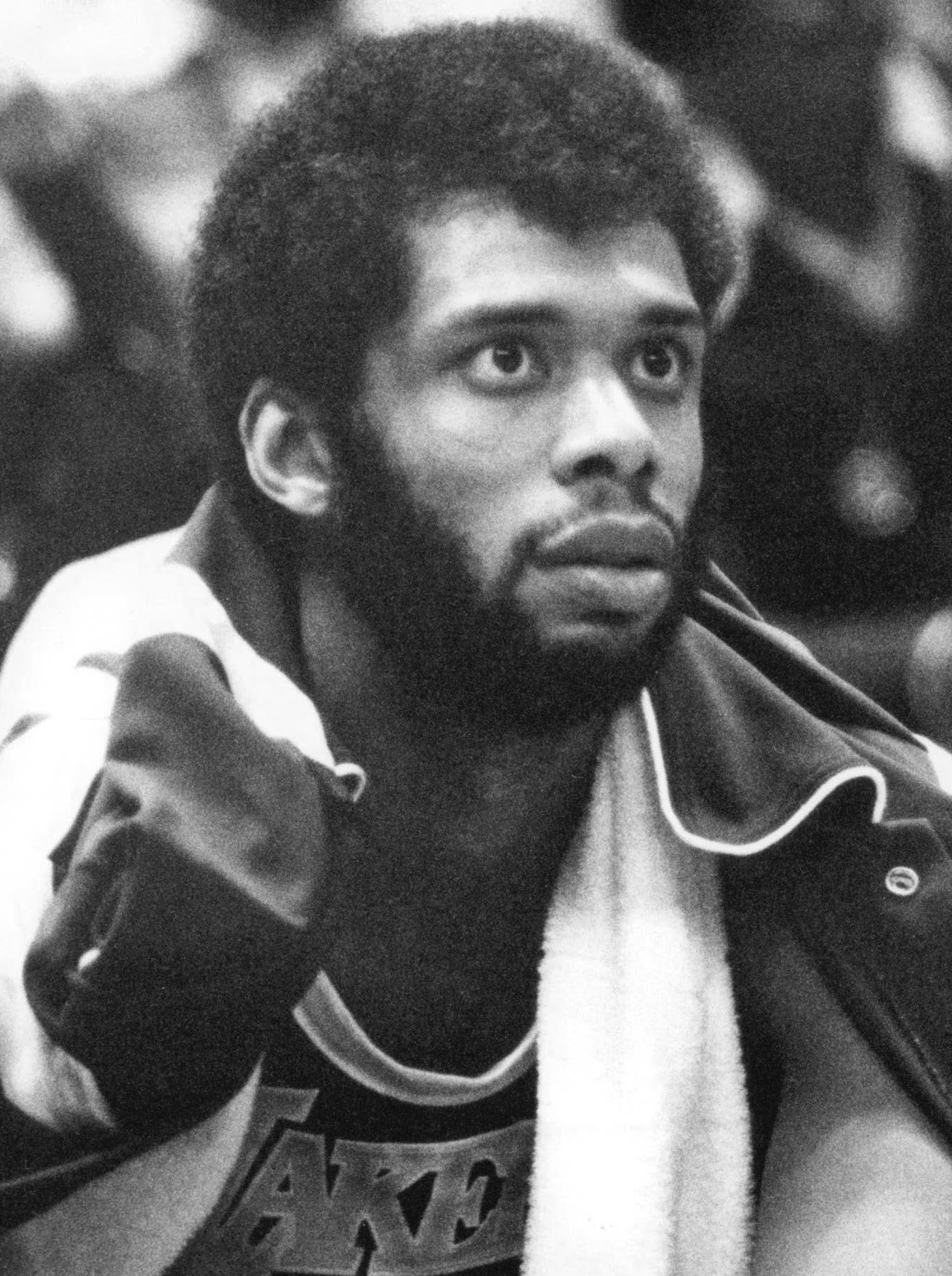
Kareem en 1975.

Wilt Chamberlain se había retirado dos años antes, hecho que ayuda a explicar el récord de 30-52 de los Lakers y su último lugar en la temporada 1974-75. Abdul-Jabbar ayudó trayendo 10 victorias más en su primera temporada en Los Ángeles. Su contribución fue de 27,7 puntos y 16,9 rebotes por partido ganando de nuevo el título de MVP de la Temporada, el cuarto en 7 años en la liga.
La siguiente temporada Jerry West fue elegido como entrenador de los Lakers, y guio al equipo al primer puesto de la liga con una marca de 53-29. Abdul-Jabbar (26,2 puntos, 13,3 rebotes, 57,9% de porcentaje de tiro de campo, 261 tapones) fue nombrado MVP de la Temporada por quinta vez en ocho años, igualando el récord de la leyenda de los Celtics Bill Russell. Sin embargo, los Lakers fueron barridos en las Finales de Conferencia por el equipo que acabaría siendo campeón esa temporada, Portland Trail Blazers, quienes tenían a otro temible hombre alto en Bill Walton.
A pesar de los esfuerzos de Abdul-Jabbar, los Lakers terminaron la campaña en mitad de la división en los dos siguientes años. Continuó contribuyendo con grandes números, aunque se perdió 20 partidos en 1977-78 tras romperse una mano en una pelea con el novato de los Bucks Kent Benson en el primer partido de la temporada. Incluso con los prometedores jóvenes Jamaal Wilkes y Norm Nixon, el equipo seguía sumido en la mediocridad.

##### 1979-1985: Magic y el Showtime

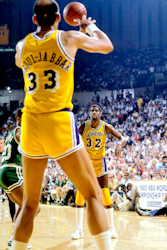
Abdul-Jabbar con Magic Johnson.

En 1979, usando la primera elección del draft obtenida de Utah Jazz, los Lakers seleccionaron un base de 2,06 metros llamado Earvin "Magic" Johnson de la Universidad Estatal de Míchigan. La llegada de Johnson marcó el inicio de una década que traería a Abdul-Jabbar cinco campeonatos más. Con un espectacular contraataque que fue conocido como “Showtime” (tiempo de espectáculo), los Lakers ganaron nueve títulos de división en los últimos 10 años de la carrera de Abdul-Jabbar.
En la primera temporada de Johnson con los Lakers ganaron 60 partidos, y solo perdieron 4 de los 16 enfrentamientos de la postemporada en su camino hacia el título de campeones de la NBA en 1980. En un momento que uniría a las dos superestrellas para siempre, Johnson jugó como pívot debido a la lesión de Abdul-Jabbar en el sexto partido de las Finales de la NBA contra Philadelphia 76ers. Abdul-Jabbar se había torcido gravemente el tobillo en el quinto partido tras anotar 40 puntos y ayudar a los Lakers a tomar la delantera en la serie. El pívot de 33 años no pudo jugar en el sexto partido, por lo que el novato de 20 años tomó el puesto de Jabbar y completó un fabuloso partido con 42 puntos, 15 rebotes, y 7 asistencias, llevando a los Lakers a la victoria por 123-107 y al campeonato. En la temporada, Abdul-Jabbar (24,8 puntos, 10,8 rebotes) cimentó aún más su lugar en la historia consiguiendo su sexto premio de MVP.
Abdul-Jabbar continuó promediando al menos 20 puntos durante las siguientes seis temporadas. Su promedio de rebotes cayó a entre 6 y 8 cuando los años de luchar por la posición de rebote empezaron a pasar factura. A pesar de esto se mantuvo en una notable forma, incluso a finales de la treintena, y capaz de jugar 32-35 minutos por partido a una edad en la que la mayoría de jugadores están retirados.
"Es el atleta más fantástico del deporte", dijo Magic Johnson al escritor Gary Smith. En los años finales de su carrera el programa de trabajo físico de Abdul-Jabbar se hizo todavía más importante. Practicó yoga y artes marciales para mantener sus brazos y piernas fuertes y ágiles, y meditaba antes de cada partido para reducir la tensión. Su maestro en artes marciales fue Bruce Lee y junto a él participó en la película Game of Death (Juego mortal) en el que sería su papel más importante en el cine.
El 5 de abril de 1984, en un partido contra Utah Jazz jugado en Las Vegas, Abdul-Jabbar tuvo tal vez su momento más glorioso. Recogiendo un pase de Magic Johnson, Abdul-Jabbar se giró y lanzó su “sky-hook” hacia el aro. El tiro encontró la red, dando a Abdul-Jabbar su punto número 31.420 en su carrera, lo que le permitía superar a Wilt Chamberlain como el máximo anotador de todos los tiempos en la NBA.
Los Lakers alcanzaron las Finales de la NBA ocho veces en las diez temporadas entre 1979-80 y 1988-89. Ganaron cinco títulos, derrotando a Boston y Philadelphia dos veces a cada uno y una vez a Detroit Pistons. Las series de 1985 contra Boston fueron tal vez las más satisfactorias para Abdul-Jabbar. A la edad de 38 años muchos observadores pensaban que el pívot más veterano de la liga estaba acabado. En el primer partido parecía que esto fuese así, dado que Abdul-Jabbar solo consiguió 12 puntos y 3 rebotes en su enfrentamiento con Robert Parish. Los Celtics destrozaron a los Lakers venciendo por 148-114 en lo que se conocería como “la Masacre del Memorial Day".
Durante los dos días siguientes Abdul-Jabbar pasó horas mirando el video del partido y tomando parte en sesiones de entrenamiento maratonianas que incluían una hora de series de sprint. Los reiterados intentos del entrenador Pat Riley para persuadir a Abdul-Jabbar de que tomase un descanso fueron en vano.
En el segundo partido, Abdul-Jabbar consiguió 30 puntos, 17 rebotes, 8 asistencias y 3 tapones en la victoria por 109-102 de los Lakers. Los Ángeles ganaron aquella serie en seis partidos. En las cuatro victorias de los Lakers Abdul-Jabbar promedió 30,2 puntos, 11,3 rebotes, 6,5 asistencias y 2 tapones. En una memorable secuencia Abdul-Jabbar capturó un rebote, botó el balón a lo largo de todo el campo y anotó un “sky-hook”. Incluso se lanzó en plancha a por un balón perdido. "Lo que viste", dijo Riley a Sports Illustrated, "era pasión". Abdul-Jabbar fue nombrado MVP de las Finales.
Jabbar ha dicho que el campeonato de 1985 posiblemente sea el más dulce de los seis que ha ganado. Se ganó en la pista del Boston Garden y acabó con todos los fantasmas del campo de los Celtics, el equipó que derrotó a los Lakers justo el año anterior y muchas otras veces durante el reinado de Russell.

##### 1985-1989: Sus últimos años
En la temporada 1986-87 los Lakers ganaron de nuevo a Boston en las Finales de la NBA. Aunque Abdul-Jabbar jugó de forma aceptable, el MVP y estrella de las series fue Magic Johnson. Durante la temporada regular Abdul-Jabbar cayó por debajo de los 20 puntos por partido (17,5) por primera vez en su carrera. A la edad de 40 años firmó un contrato para jugar dos años más. El siguiente año con la victoria de los Lakers sobre los Pistons los hizo el primer equipo desde los Celtics de 1968-69 en repetir como campeones de la NBA.
En 1988-89, la última temporada de Abdul-Jabbar, los Lakers volvieron a las finales repitiendo contra los Pistons. Abdul-Jabbar logró sus mejores marcas del año en el tercer partido de la serie con 24 puntos y 13 rebotes, pero con Johnson y Byron Scott con lesiones de tendón, Los Ángeles fueron barridos. En su último partido Abdul-Jabbar consiguió 7 puntos y 3 rebotes. Durante la temporada regular su porcentaje de tiro bajó del 50% por primera vez en su carrera (47,5%) y promedió la anotación más baja de su carrera 10,1 puntos.
La retirada de Abdul-Jabbar marca el final de una era en la NBA. Dejó las pistas como el máximo anotador de todos los tiempos con 38.387 puntos (24,6 por partido), 17.440 rebotes (11,2 por partido), 3.189 tapones, y un porcentaje de tiro de campo de 55,9 en una carrera que se prolongó durante 20 años y 1.560 partidos. Consiguió dobles figuras en 787 partidos consecutivos.
Años más tarde de su retirada, Abdul-Jabbar dijo al Orange County Register: "los 80 me compensaron de todos los abusos que sufrí en los 70. Sobreviví a todos mis críticos. En el momento de mi retirada, todo el mundo me veía como una venerable institución. Las cosas cambian".

### Post-NBA
Desde su retirada, Abdul-Jabbar ha trabajado en temas de entretenimiento, sirviendo como “embajador del baloncesto”, trabajando en distintas facetas como entrenador y comentarista así como ayudando en la lucha contra el hambre y el analfabetismo. En 1995 Abdul-Jabbar fue elegido para formar parte del Naismith Memorial Basketball Hall of Fame (Salón de la Fama del Baloncesto).
A pesar del interés por entrenar de Abdul-Jabbar desde su retirada y dada la fama e influencia que había conseguido a lo largo de su carrera, parecía que le lloverían las ofertas. Sin embargo, también se había ganado la reputación de introvertido y hosco, rehusando en ocasiones hacer declaraciones a la prensa. Esta actitud, como reconoce el mismo Abdul-Jabbar, puede ser la causa de la falta de oportunidades que se le han presentado hasta el momento, actuando solo como ojeador, pequeñas tareas como asistente y entrenador en ligas menores. Trabajó con Los Angeles Clippers y Seattle Supersonics como asistente para ayudar en el desarrollo de los jóvenes pívots Michael Olowokandi y Jerome James. En 2002 llevó al campeonato de la USBL a Oklahoma Storm, pero al siguiente año no consiguió el puesto de entrenador de la Universidad de Columbia al que optaba. Tras este fallido intento trabajó como ojeador para los Knicks y el 2 de septiembre de 2005 volvió a los Lakers para trabajar junto a Phil Jackson en el desarrollo del joven pívot Andrew Bynum.

## Sky hook

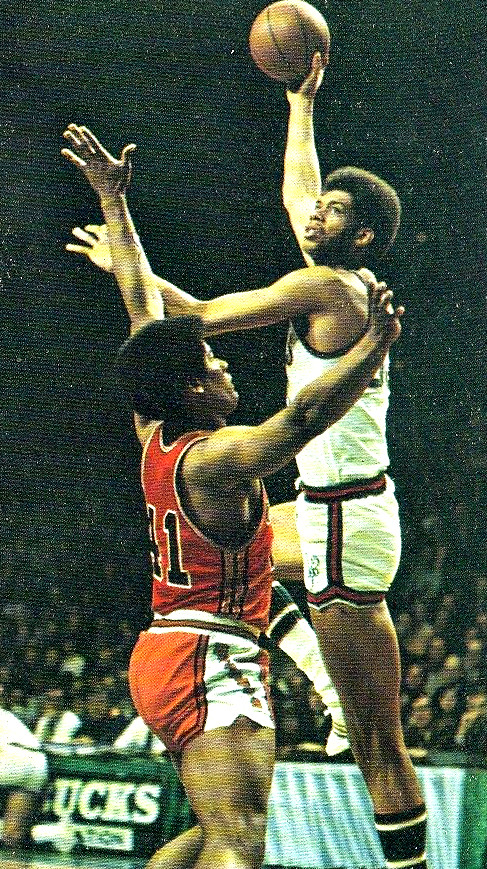
Lanzando su famoso skyhook sobre Wes Unseld.

Abdul-Jabbar fue muy conocido por un lanzamiento a canasta único, denominado "Sky Hook" ("gancho desde el cielo") en el cual aprovechaba toda su estatura y envergadura para sacar el balón con el brazo completamente estirado perpendicular a la canasta, lanzamiento que se producía prácticamente de arriba abajo, siendo casi imposible de taponar. En toda su carrera han sido muy pocos los jugadores en lograrlo, entre los que se encuentran tres grandes leyendas como Wilt Chamberlain, Hakeem Olajuwon y Nate Thurmond, además de Manute Bol. Este lanzamiento contribuyó de manera decisiva a que su porcentaje de lanzamientos anotados fuera del 55,9%, el noveno más alto de la historia de la NBA.
Aprendió el movimiento ya en el colegio, en el quinto grado, y según él mismo decía, era el único lanzamiento que podía realizar sin ser golpeado en la cara. Años más tarde su compañero de equipo Magic Johnson comenzó a imitarle, con un lanzamiento que se popularizó con el nombre de Baby Hook o Junior Sky Hook.

## Estadísticas de su carrera en la NBA
|  | Denota temporada en la que fue campeón de la NBA |
|  | Líder de la liga                                 |
|  | Récord NBA                                       |

### Temporada regular
| Año      | Equipo      | PJ   | PT  | MPP  | %TC  | %3P  | %TL  | RPP  | APP | ROB | TPP | PPP  |
| -------- | ----------- | ---- | --- | ---- | ---- | ---- | ---- | ---- | --- | --- | --- | ---- |
| 1969-70  | Milwaukee   | 82   | -   | 43.1 | .518 | -    | .653 | 14.5 | 4.1 | -   | -   | 28.8 |
| 1970-71  | Milwaukee   | 82   | -   | 40.1 | .577 | -    | .690 | 16.0 | 3.3 | -   | -   | 31.7 |
| 1971-72  | Milwaukee   | 81   | -   | 44.2 | .574 | -    | .689 | 16.6 | 4.6 | -   | -   | 34.8 |
| 1972-73  | Milwaukee   | 76   | -   | 42.8 | .554 | -    | .713 | 16.1 | 5.0 | -   | -   | 30.2 |
| 1973-74  | Milwaukee   | 81   | -   | 43.8 | .539 | -    | .702 | 14.5 | 4.8 | 1.4 | 3.5 | 27.0 |
| 1974-75  | Milwaukee   | 65   | -   | 42.3 | .513 | -    | .763 | 14.0 | 4.1 | 1.0 | 3.3 | 30.0 |
| 1975-76  | L.A. Lakers | 82   | -   | 41.2 | .529 | -    | .703 | 16.9 | 5.0 | 1.5 | 4.1 | 27.7 |
| 1976-77  | L.A. Lakers | 82   | -   | 41.2 | .579 | -    | .701 | 13.3 | 3.9 | 1.2 | 3.2 | 26.2 |
| 1977-78  | L.A. Lakers | 62   | -   | 36.8 | .550 | -    | .783 | 12.9 | 4.3 | 1.7 | 3.0 | 25.8 |
| 1978-79  | L.A. Lakers | 80   | -   | 39.5 | .577 | -    | .736 | 12.8 | 5.4 | 1.0 | 4.0 | 23.8 |
| 1979-80  | L.A. Lakers | 82   | -   | 38.3 | .604 | .000 | .765 | 10.8 | 4.5 | 1.0 | 3.4 | 24.8 |
| 1980-81  | L.A. Lakers | 80   | -   | 37.2 | .574 | .000 | .766 | 10.3 | 3.4 | .7  | 2.9 | 26.2 |
| 1981-82  | L.A. Lakers | 76   | 76  | 35.2 | .579 | .000 | .706 | 8.7  | 3.0 | .8  | 2.7 | 23.9 |
| 1982-83  | L.A. Lakers | 79   | 79  | 32.3 | .588 | .000 | .749 | 7.5  | 2.5 | .8  | 2.2 | 21.8 |
| 1983-84  | L.A. Lakers | 80   | 80  | 32.8 | .578 | .000 | .723 | 7.3  | 2.6 | .7  | 1.8 | 21.5 |
| 1984-85  | L.A. Lakers | 79   | 79  | 33.3 | .599 | .000 | .732 | 7.9  | 3.2 | .8  | 2.1 | 22.0 |
| 1985-86  | L.A. Lakers | 79   | 79  | 33.3 | .564 | .000 | .765 | 6.1  | 3.5 | .8  | 1.6 | 23.4 |
| 1986-87  | L.A. Lakers | 78   | 78  | 31.3 | .564 | .333 | .714 | 6.7  | 2.6 | .6  | 1.2 | 17.5 |
| 1987-88  | L.A. Lakers | 80   | 80  | 28.9 | .532 | .000 | .762 | 6.0  | 1.7 | .6  | 1.2 | 14.6 |
| 1988-89  | L.A. Lakers | 74   | 74  | 22.9 | .475 | .000 | .739 | 4.5  | 1.0 | .5  | 1.1 | 10.1 |
| Total    | Total       | 1560 | 625 | 36.8 | .559 | .056 | .721 | 11.2 | 3.6 | .9  | 2.6 | 24.6 |
| All-Star | All-Star    | 18   | 13  | 24.9 | .493 | .000 | .820 | 8.3  | 2.8 | .4  | 2.1 | 13.9 |

### Playoffs
| Año   | Equipo      | PJ  | PT | MPP  | %TC  | %3P  | %TL  | RPP  | APP | ROB | TPP | PPP  |
| ----- | ----------- | --- | -- | ---- | ---- | ---- | ---- | ---- | --- | --- | --- | ---- |
| 1970  | Milwaukee   | 10  | -  | 43.5 | .567 | -    | .733 | 16.8 | 4.1 | -   | -   | 35.2 |
| 1971  | Milwaukee   | 14  | -  | 41.2 | .515 | -    | .673 | 17.0 | 2.5 | -   | -   | 26.6 |
| 1972  | Milwaukee   | 11  | -  | 46.4 | .437 | -    | .704 | 18.2 | 5.1 | -   | -   | 28.7 |
| 1973  | Milwaukee   | 6   | -  | 46.0 | .428 | -    | .543 | 16.2 | 2.8 | -   | -   | 22.8 |
| 1974  | Milwaukee   | 16  | -  | 47.4 | .557 | -    | .736 | 15.8 | 4.9 | 1.3 | 2.4 | 32.2 |
| 1977  | L.A. Lakers | 11  | -  | 42.5 | .607 | -    | .725 | 17.7 | 4.1 | 1.7 | 3.5 | 34.6 |
| 1978  | L.A. Lakers | 3   | -  | 44.7 | .521 | -    | .556 | 13.7 | 3.7 | .7  | 4.0 | 27.0 |
| 1979  | L.A. Lakers | 8   | -  | 45.9 | .579 | -    | .839 | 12.6 | 4.8 | 1.0 | 4.1 | 28.5 |
| 1980  | L.A. Lakers | 15  | -  | 41.2 | .572 | .000 | .790 | 12.1 | 3.1 | 1.1 | 3.9 | 31.9 |
| 1981  | L.A. Lakers | 3   | -  | 44.7 | .462 | .000 | .714 | 16.7 | 4.0 | 1.0 | 2.7 | 26.7 |
| 1982  | L.A. Lakers | 14  | -  | 35.2 | .520 | .000 | .632 | 8.5  | 3.6 | 1.0 | 3.2 | 20.4 |
| 1983  | L.A. Lakers | 15  | -  | 39.2 | .568 | .000 | .755 | 7.7  | 2.8 | 1.1 | 3.7 | 27.1 |
| 1984  | L.A. Lakers | 21  | -  | 36.5 | .555 | .000 | .750 | 8.2  | 3.8 | 1.1 | 2.1 | 23.9 |
| 1985  | L.A. Lakers | 19  | 19 | 32.1 | .560 | .000 | .777 | 8.1  | 4.0 | 1.2 | 1.9 | 21.9 |
| 1986  | L.A. Lakers | 14  | 14 | 34.9 | .557 | .000 | .787 | 5.9  | 3.5 | 1.1 | 1.7 | 25.9 |
| 1987  | L.A. Lakers | 18  | 18 | 31.1 | .530 | .000 | .795 | 6.8  | 2.0 | .4  | 1.9 | 19.2 |
| 1988  | L.A. Lakers | 24  | 24 | 29.9 | .464 | .000 | .789 | 5.5  | 1.5 | .6  | 1.5 | 14.1 |
| 1989  | L.A. Lakers | 15  | 15 | 23.4 | .463 | .000 | .721 | 3.9  | 1.3 | .3  | .7  | 11.1 |
| Total | Total       | 237 | 90 | 37.3 | .533 | .000 | .740 | 10.5 | 3.2 | 1.0 | 2.4 | 24.3 |

### Récords
- Partidos jugados - 1.560 (2º en la historia de la NBA)
- Porcentaje de tiro de campo % - 55,9 (8º en la historia de la NBA)
- Tiros libres % - 72,1
- Tres puntos % - 5,6 (Solo anotó un triple en toda su carrera)
- Rebotes - 17.440 (3º en la historia de la NBA)
- Rebotes por partido - 11,2 (empatado en el 24º puesto de la historia de la NBA)
- Asistencias - 5.660 (31.º en la historia de la NBA)
- Asistencias por partido - 3,6
- Robos - 1.160
- Robos por partido - 0,74
- Tapones - 3.189 (3º en la historia de la NBA) (Los tapones no aparecen en la estadística oficial de la NBA hasta la temporada 1973-74)
- Tapones por partido - 2,57
- Puntos por partido - 24,6 (12º más alto)
- Ostenta los récords de la NBA en:
  - Segundo con más puntos en la historia de la NBA - 38.387
  - Segundo con más minutos jugados en la historia de la NBA - 57.446
  - Más tiros de campo convertidos - 15.837
  - Más tiros de campo intentados (28.307)
  - Es el 5.º jugador que más partidos de playoff ha disputado (237)

## Logros y reconocimientos
- Naismith Memorial Basketball Hall of Fame (15 de mayo de 1995)
- Universidad:
  - Jugador del Año (1967, 1969)
  - Tres veces en el Primer Equipo All-American (1967-69)
  - Tres veces Campeón de la NCAA (1967, 1968, 1969)
  - Jugador más destacado en el Torneo de la NCAA (1967, 1968, 1969)
  - Premio Naismith al Jugador Universitario del Año (1969)
- NBA:
  - Rookie del Año (1970)
  - Seis veces campeón de la NBA (1971, 1980, 1982, 1985, 1987, 1988)
  - MVP de la NBA (1971, 1972, 1974, 1976, 1977, 1980)
  - MVP de las Finales (1971, 1985)
  - Diez veces elegido en el mejor quinteto de la NBA y cinco en el segundo quinteto
  - Cinco veces elegido en el Mejor quinteto defensivo de la NBA y seis en el segundo
  - Deportista del Año según Sports Illustrated (1985)
  - Uno de los 50 mejores jugadores de la historia de la NBA (1996)
  - Primer jugador en la historia de la NBA en jugar 20 temporadas
  - 4.º en la clasificación de Slam Magazine de los 100 mejores jugadores de todos los tiempos en 2018
  - Elegido en el Equipo del 75 aniversario de la NBA (2021)

## Vida personal
Estuvo casado con Habiba Abdul-Jabbar (nacida Janice Brown), con quien tuvo tres hijos: dos mujeres, Habiba y Sultana, y un varón, Kareem. Se divorciaron en 1978. Jabbar tuvo otro hijo, Amir, de su relación con Cheryl Pistono.
En 1983 la casa de Abdul-Jabbar sufrió un incendio y muchas de sus pertenencias, incluida su querida colección de LP de jazz con unos 3000 álbumes, fueron destruidas. Muchos fanes de los Lakers le enviaron álbumes para reemplazarlos, que encontró edificantes.
El 10 de noviembre de 2009, Abdul-Jabbar anunció padecer una forma rara de leucemia, encontrándose bajo tratamiento para superar la enfermedad.
El 5 de febrero de 2011 comunicó por la red social Twitter:

"I am 100% cancer free!!"
"¡¡Estoy libre del cáncer al 100%!!"

Pero pocos días después matizó sus palabras diciendo:

"You're never really cancer-free and I should have known that," "My cancer right now is at an absolute minimum."
"Nunca estás realmente libre de cáncer y debería haberlo sabido", "Mi cáncer ahora mismo está en el mínimo absoluto".

Tiene una prescripción médica para poder fumar marihuana en el estado de California, debido a unas migrañas.

### Cine y televisión
El jugar en Los Ángeles le facilitó el probar como actor. Abdul-Jabbar hizo su debut en la gran pantalla en la película Game of Death junto con Bruce Lee, participando en el rodaje original de Lee en 1972 antes de su muerte en 1973; y estrenada en cines en 1978; en esta película, Kareem y Bruce se enfrentan en el combate más famoso de la película. En 1980 apareció como Ben Murdock en Airplane! (traducida en España como Aterriza como puedas y en Latinoamérica como Y, ¿dónde está el piloto?), donde Jabbar tiene una escena memorable hablando con un niño que realmente le ha reconocido como el jugador de los Lakers. Jabbar le comenta que él es Ben Murdock, el copiloto del avión, pero el muchacho sigue insistiendo que es "el mejor" pero que según su padre "no trabaja mucho en defensa y nunca lo intenta, excepto en playoffs". Esto hace que el personaje interpretado por Abdul-Jabbar se enfurezca y agarre al chico gritándole "¡he oído esa mierda desde que estoy en UCLA!" y refiriéndose al padre del muchacho "dile que intente llevar a Walton y Lanier durante 40 minutos arriba y abajo de la pista".
Jabbar ha aparecido en numerosas series de televisión y películas, como son las películas Fletch!, BASEketball y Slam Dunk Ernest, las series Diff'rent Strokes, Full House, El Príncipe de Bel-Air, Scrubs y New Girl y Nuevos Policías (21 Jump Street). Hizo un cameo en 1994 en la película de Mick Garris Apocalipsis, basada en una novela de Stephen King. También fue el coproductor ejecutivo de la película The Vernon Johns Story de 1994. En 1996 hizo un cameo en Rebound: The Legend of Earl "The Goat" Manigault. También es mencionado en el sexto episodio de la serie animada, basada en el manga de Takehiko Inoue, Slam Dunk como un principiante que venció a sus superiores en un partido de basketball, en la UCLA.
En mayo de 2017 aparece en el videoclip Good Goodbye de la banda de rock californiana Linkin Park. El video presenta Chester Bennington, que tiene que sumar puntos en un concurso de baloncesto para salvar su vida, mientras que Abdul-Jabbar juega como juez.
En abril de 2018, Abdul-Jabbar fue anunciado como una de las celebridades que competirán en la temporada 26 de Dancing with the Stars. Él fue emparejado con la bailarina profesional Lindsay Arnold. La pareja fue eliminada en la segunda semana de la temporada en una doble eliminación, quedando en el séptimo puesto. En 2019 hizo un cameo en el capítulo "Dragones y mazmorras" de la decimosegunda temporada de la serie de comedia The Big Bang Theory.

### Escritura y activismo

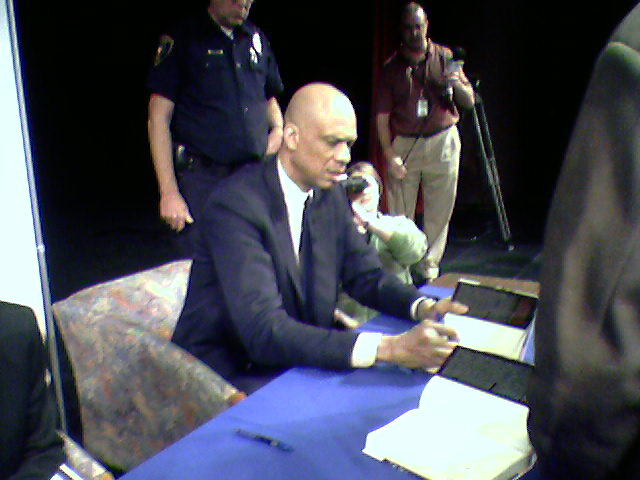
Abdul-Jabbar firmando libros.

Abdul-Jabbar es también un autor de superventas, el último de sus libros fue Brothers In Arms: The Epic Story of the 761st Tank Battalion, WWII's Forgotten Heroes (Publisher: Broadway 2004, ISBN 0-385-50338-5), coescrito con Anthony Walton. Es la historia del Batallón 761 de los Estados Unidos, una unidad compuesta completamente por hombres de color que sirvieron en Europa en la Segunda Guerra Mundial.
Otros libros:
- Giant Steps con Peter Knobler (1987) ISBN 0-553-05044-3
- Kareem (1990) ISBN 0-394-55927-4
- Selected from Giant Steps (Writers' Voices) (1999) ISBN 0-7857-9912-5
- Black Profiles in Courage: A Legacy of African-American Achievement con Alan Steinberg (1996) ISBN 0-688-13097-6
- A Season on the Reservation: My Soujourn with the White Mountain Apaches con Stephen Singular (2000) ISBN 0-688-17077-3
- Coach Wooden and Me: Our 50-Year Friendship On and Off the Court (2017) ISBN 978-1538760468.
- Becoming Kareem: Growing Up On and Off the Court (2017) ISBN 978-0316555388.
- Mycroft Holmes and The Apocalypse Handbook. (2017) ISBN 978-1785853005.